# Aglaia densitricha
Espèce
Statut de conservation UICN

 CR D : 
En danger critique
Aglaia densitricha est une espèce de plantes de la famille des Meliaceae.

## Publication originale
- Kew Bulletin, Additional Series 16: 90. 1992.